# Председник Словачке
Председник Словачке Републике (слч. Prezident Slovenskej republiky) је шеф државе Словачке и врховни командант Оружаних снага Словачке Републике. Председника непосредно бира народ на пет година, а може бити биран највише два узастопна мандата.

## Историја

### 1939—1945
У периоду од 1939. до 1945. године номинално је постојала Словачка Република, али је у реалности она била квислиншка творевина нацистичке Немачке произашла из Минхенског споразума и није обухватала целокупну Словачку, пошто су њени јужни делови припојени Хортијевој Мађарској.
- Јозеф Тисо (в. д.) (14. март 1939. – 26. октобар 1939)
- Јозеф Тисо (26. октобар 1939. – април 1945)

### 1993—данас
Председник Словачке је шеф државе. Већина његових овлашћења су церемонијалног карактера. Након распада Чехословачке 1993. године председник владе је био и вршилац дужности председника. Затим је председника бирао парламент на петогодишњи мандат. Када 1998. парламент није успео да изабере председника, председник владе и председник скупштине су постали вршиоци дужности председника. Након годину дана несугласица одлучено је да се промени Устав и да се омогући директан избор председника. Избори су одржани 1999. и 2004. Кандидати за председника морају да освоје 50% гласова. Уколико у првом кругу ниједан кандидат не обезбеди потребну већину организује се други круг у ком учествују прва два кандидата. Председник се бира на пет година.

## Списак председника
|   | Председник    | Председник      | од            | до                 | Политичка партија  | Премијер                                                                                                |
| - | ------------- | --------------- | ------------- | ------------------ | ------------------ | --- |
| 1 |               | Михал Ковач     | 2. март 1993. | 2. март 1998.      |                    | Владимир Мечјар (1993-1994) Јозеф Моравчик (1994-1994) Владимир Мечјар (1994-1998)                      |
| 2 |               | Рудолф Шустер   | 15. јун 1999. | 15. јун 2004.      |                    | Микулаш Дзуринда (1998-2006)                                                                            |
| 3 |               | Иван Гашпарович | 15. јун 2004. | 15. јун 2014.      |                    | Микулаш Дзуринда (1998-2006) Роберт Фицо (2006-2010) Ивета Радичова (2010-2012) Роберт Фицо (2012-2018) |
| 3 | 15. јун 2009. | Иван Гашпарович | 15. јун 2014. | Грађански кандидат |                    | Микулаш Дзуринда (1998-2006) Роберт Фицо (2006-2010) Ивета Радичова (2010-2012) Роберт Фицо (2012-2018) |
| 4 |               | Андреј Киска    | 15. јун 2014. | 15. јун 2019.      | Грађански кандидат | Роберт Фицо (2012-2018) Петер Пелегрини (2018-2020)                                                     |
| 5 |               | Зузана Чапутова | 15. јун 2019. | 15. јун 2024.      | Напредна Словачка  | Петер Пелегрини (2018-2020) Игор Матович (2020-2021) Едуард Хегер (2021-2023)                           |
| 6 |               | Петер Пелегрини | 15. јун 2024. |                    | Hlas               | Роберт Фицо (2023-тренутно)                                                                             |